# Gianfranco Todisco
Gianfranco Todisco POCR (ur. 23 marca 1946 w Neapolu) – włoski duchowny katolicki, biskup Melfi-Rapolli-Venosy w latach 2003-2017.

## Życiorys
Święcenia kapłańskie otrzymał 5 grudnia 1970 w zgromadzeniu Misjonarzy Ardorinów. Przez dziewięć lat studiował w Rzymie, a następnie pełnił funkcje duszpasterskie w zakonnej parafii w Toronto. W latach 1989–1997 pracował w Kolumbii, zaś w 1999 powrócił do Włoch i został m.in. radnym generalnym zakonu.
13 grudnia 2002 papież Jan Paweł II mianował go ordynariuszem diecezji Melfi-Rapolli-Venosy. Sakry biskupiej udzielił mu 8 lutego 2003 ówczesny nuncjusz apostolski we Włoszech - arcybiskup Paolo Romeo.
21 kwietnia 2017 papież Franciszek przyjął jego rezygnację z urzędu, umotywowaną chęcią wyjazdu na misje. Po rezygnacji wyjechał do Hondurasu.